# Witold Duński
Witold Duński (ur. 19 listopada 1932 w Warszawie, zm. 27 lipca 2025) – polski dziennikarz sportowy i reportażysta.

## Życiorys
Absolwent Wydziału Społeczno-Filozoficznego i Filologii Polskiej Uniwersytetu Warszawskiego.
Był trzykrotnie nagrodzony Złotym Piórem Stowarzyszenia Dziennikarzy Polskich. Od 1965 roku należał do PZPR. Sprawował funkcję redaktora naczelnego magazynu ilustrowanego „Sportowiec” (w latach 1970–1984). W roku 1984 w swoim felietonie Wielki Piątek sprzeciwił się bojkotowi Igrzysk Olimpijskich w Los Angeles z 1984. Artykuł wraz z całym nakładem tego wydania „Sportowca” został zatrzymany przez władze KC PZPR i zniszczony, a autor wyrzucony ze stanowiska. Kilkanaście egzemplarzy tego wydania uratowali drukarze Solidarności z ulicy Okopowej.
Pisał reportaże sportowe, społeczne, polityczne, historyczne. Za reportaż Namiot pełen nieszczęścia, z Igrzysk Paraolimpijskich w Arnhem 1980, na które poleciał razem z profesorem Marianem Weissem, otrzymał specjalną nagrodę w Polsce. Pracując w swej ostatniej redakcji – „Expressie Wieczornym – Kulisach” – wędrował w latach 1987–1990 po Ukrainie, Białorusi i pisał reportaże, między innymi:
- Polskie Termopile, czyli o bohaterskich żołnierzach 1920 roku, którzy padli co do jednego pod Dytiatynem za Haliczem na południe Lwowa. Ich prochy są w pomniku Nieznanego Żołnierza na Placu Marszałka Józefa Piłsudskiego w Warszawie
- O defiladzie w dniu 22 września 1939 roku żołnierzy Wehrmachtu i Armii Czerwonej w Brześciu nad Bugiem

Razem z dziennikarzem PAP Waldemarem Siwińskim odnalazł w Charkowie grób zamordowanych przez NKWD w 1940 roku polskich oficerów z obozu w Starobielsku. W „Przeglądzie Tygodniowym” i w „Kulisach” pisał reportaże o Polakach w Ameryce. Po napisaniu Ilustrowanej encyklopedii polskich medalistów olimpijskich i paraolimpijskich. Od Paryża 1924 do Sydney 2000 i Aten 2004, napisał Konno po sławę. Leksykon jeździectwa polskiego.
Był bratem Elżbiety Krzesińskiej z domu Duńskiej, mistrzyni olimpijskiej w skoku w dal. Zajmował się także jeździectwem i podróżnictwem. Odznaczony Krzyżem Kawalerskim Orderu Odrodzenia Polski.

## Publikacje
Pisał między innymi w:
- „Po prostu”
- „Głosie Wybrzeża”
- „Nowej Wsi”
- „Przeglądzie Sportowym”
- „Świecie”
- „Sportowcu”
- „Interpressie”
- „Wiadomościach Sportowych”
- „Expressie Wieczornym-Kulisach”
- „Przeglądzie Tygodniowym”

### Książki
- Cnoty i błędy, Młodzieżowa Agencja Wydawnicza 1983, ISBN 83-203-1399-6
- Twarzą do ziemi,  Młodzieżowa Agencja Wydawnicza 1989, ISBN 83-203-2436-X
- Ucieczka w życie, nakł. autora 1996, ISBN 83-906055-0-3
- Od Paryża 1924 do Sydney 2000: polscy medaliści olimpijscy i paraolimpijscy: encyklopedia ilustrowana, Polski Związek Sportu Niepełnosprawnych "Start" 2000
- Talerz truskawek
- Zamiatanie warkoczem